# موری کانبی
موری شیگه‌یوشی (به ژاپنی: 毛利 重能 Mōri Shigeyoshi)، موری کانبی (به ژاپنی: 毛利 勘兵衛 Mōri Kambei); ۱ ژانویهٔ ۱۶۰۰ – ۱ ژانویهٔ ۱۷۰۰) ریاضی‌دان اهل ژاپن در دوره ادو بود.